# Segunda División de España 1979-80
La temporada 1979–80 de la Segunda División de España de fútbol corresponde a la 49.ª edición del campeonato y se disputó entre el 2 de septiembre de 1979 y el 1 de junio de 1980.
El campeón de Segunda División fue el Real Murcia.

## Sistema de competición
La Segunda División de España 1979/80 fue organizada por la Federación Española de Fútbol (RFEF).
El campeonato contó con la participación de 20 clubes y se disputó siguiendo un sistema de liga, de modo que todos los equipos se enfrentaron entre sí, todos contra todos en dos ocasiones -una en campo propio y otra en campo contrario- sumando un total de 38 jornadas. El orden de los encuentros se decidió por sorteo antes de empezar la competición.
Los tres primeros clasificados ascendieron directamente a Primera División, y los cuatro últimos clasificados descendieron directamente a Segunda División B.

## Clubes participantes
| Datos de ascensos y descensos con respecto a la temporada anterior |
| --- |
| RC Celta de Vigo, Racing de Santander y RC Recreativo de Huelva descienden de Primera División. AD Almería, CD Málaga y Real Betis ascienden a Primera División. Real Jaén CF, Tarrasa CF, Baracaldo CF y Racing de Ferrol descienden a Segunda División B. Gimnástico de Tarragona, Levante UD, Real Oviedo CF y Palencia CF ascienden a Segunda División. |

| Equipo                                | Ciudad                | Estadio            |
| ------------------------------------- | --------------------- | ------------------ |
| Algeciras Club de Fútbol              | Algeciras             | El Mirador         |
| Cádiz Club de Fútbol                  | Cádiz                 | Ramón de Carranza  |
| Club Deportivo Castellón              | Castellón de la Plana | Castalia           |
| Castilla Club de Fútbol               | Madrid                | Ciudad Deportiva   |
| Real Club Celta de Vigo               | Vigo                  | Balaídos           |
| Deportivo Alavés                      | Vitoria               | Mendizorroza       |
| Real Club Deportivo de La Coruña      | La Coruña             | Riazor             |
| Elche Club de Fútbol                  | Elche                 | Nuevo Estadio      |
| Club Getafe Deportivo                 | Getafe                | Las Margaritas     |
| Club Gimnástico de Tarragona          | Tarragona             | José Luis Calderón |
| Granada Club de Fútbol                | Granada               | Los Cármenes       |
| Levante Unión Deportiva               | Valencia              | Nuevo Estadio      |
| Club Real Murcia                      | Murcia                | La Condomina       |
| Club Atlético Osasuna                 | Pamplona              | El Sadar           |
| Real Oviedo Club de Fútbol            | Oviedo                | Carlos Tartiere    |
| Palencia Club de Fútbol               | Palencia              | La Balastera       |
| Real Racing Club de Santander         | Santander             | El Sardinero       |
| Real Club Recreativo de Huelva        | Huelva                | Municipal          |
| Centre d'Esports Sabadell Futbol Club | Sabadell              | Nova Creu Alta     |
| Real Valladolid Deportivo             | Valladolid            | José Zorrilla      |

## Clasificación y resultados

### Clasificación
| Pos. | Equipo                        | Pts. | PJ | G  | E  | P  | GF | GC | Dif. | Clasificación                   |
| ---- | ----------------------------- | ---- | -- | -- | -- | -- | -- | -- | ---- | ------------------------------- |
| 1    | Real Murcia C. F. (C, A)      | 47   | 38 | 19 | 9  | 10 | 58 | 39 | +19  | Ascenso a Primera División      |
| 2    | Real Valladolid (A)           | 45   | 38 | 17 | 11 | 10 | 53 | 40 | +13  | Ascenso a Primera División      |
| 3    | C. A. Osasuna (A)             | 44   | 38 | 20 | 4  | 14 | 74 | 49 | +25  | Ascenso a Primera División      |
| 4    | Elche C. F.                   | 42   | 38 | 15 | 12 | 11 | 46 | 41 | +5   |                                 |
| 5    | C. D. Castellón               | 42   | 38 | 16 | 10 | 12 | 47 | 42 | +5   |                                 |
| 6    | C. D. Sabadell C. F.          | 41   | 38 | 17 | 7  | 14 | 47 | 49 | −2   |                                 |
| 7    | Castilla C. F.                | 40   | 38 | 15 | 10 | 13 | 46 | 39 | +7   | Clasifica a la Recopa de Europa |
| 8    | Cádiz C. F.                   | 39   | 38 | 15 | 9  | 14 | 43 | 42 | +1   |                                 |
| 9    | Deportivo Alavés              | 38   | 38 | 13 | 12 | 13 | 37 | 39 | −2   |                                 |
| 10   | Levante U. D.                 | 38   | 38 | 15 | 8  | 15 | 47 | 51 | −4   |                                 |
| 11   | Real Oviedo C. F.             | 38   | 38 | 13 | 12 | 13 | 40 | 45 | −5   |                                 |
| 12   | R. C. Recreativo de Huelva    | 37   | 38 | 12 | 13 | 13 | 38 | 42 | −4   |                                 |
| 13   | Granada C. F.                 | 37   | 38 | 13 | 11 | 14 | 42 | 42 | 0    |                                 |
| 14   | Getafe Deportivo              | 37   | 38 | 13 | 11 | 14 | 44 | 50 | −6   |                                 |
| 15   | Palencia C. F.                | 36   | 38 | 11 | 14 | 13 | 49 | 49 | 0    |                                 |
| 16   | Racing de Santander           | 36   | 38 | 10 | 16 | 12 | 34 | 39 | −5   |                                 |
| 17   | R. C. Celta de Vigo (D)       | 35   | 38 | 12 | 11 | 15 | 48 | 43 | +5   | Descenso a Segunda División B   |
| 18   | R. C. Deportivo La Coruña (D) | 35   | 38 | 15 | 5  | 18 | 49 | 50 | −1   | Descenso a Segunda División B   |
| 19   | Gimnástico de Tarragona (D)   | 27   | 38 | 8  | 11 | 19 | 29 | 61 | −32  | Descenso a Segunda División B   |
| 20   | Algeciras C. F. (D)           | 26   | 38 | 7  | 12 | 19 | 29 | 48 | −19  | Descenso a Segunda División B   |

 Fuente: BDFútbol
Criterios de clasificación: Puntos · Enfrentamientos directos · Diferencia de goles · Goles a favor · Play-off
Notas:
1. ↑  El Castilla C. F. se clasificó a la Recopa de Europa como subcampeón de la Copa del Rey

### Resultados
| Local \ Visitante          | ALV | ALG | CAD | CAE | CAI | CEL | DEP | ELC | GET | GIM | GRA | LEV | MUR | OSA | OVI | PAL | RAC | REC | SAB | VLD |
| -------------------------- | --- | --- | --- | --- | --- | --- | --- | --- | --- | --- | --- | --- | --- | --- | --- | --- | --- | --- | --- | --- |
| Deportivo Alavés           | —   | 1–0 | 2–0 | 2–0 | 2–0 | 0–0 | 0–0 | 1–3 | 1–0 | 3–1 | 2–0 | 2–1 | 1–1 | 0–2 | 2–0 | 1–1 | 1–1 | 1–1 | 1–0 | 0–5 |
| Algeciras C. F.            | 0–0 | —   | 0–0 | 0–1 | 3–3 | 0–0 | 1–3 | 2–2 | 1–1 | 2–0 | 2–1 | 1–1 | 2–0 | 1–0 | 1–1 | 1–1 | 2–0 | 1–0 | 2–3 | 0–0 |
| Cádiz C. F.                | 2–1 | 1–0 | —   | 2–0 | 1–0 | 1–0 | 3–0 | 4–2 | 0–0 | 4–1 | 1–0 | 4–0 | 1–0 | 2–1 | 2–1 | 1–0 | 2–2 | 1–1 | 0–0 | 0–1 |
| C. D. Castellón            | 2–1 | 2–0 | 1–1 | —   | 3–0 | 1–0 | 2–0 | 1–0 | 3–2 | 2–0 | 1–1 | 2–2 | 0–0 | 1–0 | 3–2 | 3–2 | 2–0 | 0–0 | 2–1 | 3–0 |
| Castilla C. F.             | 1–0 | 4–1 | 2–0 | 1–1 | —   | 2–1 | 2–0 | 1–1 | 2–1 | 1–1 | 1–1 | 2–0 | 1–2 | 3–1 | 1–0 | 1–0 | 0–0 | 3–0 | 2–0 | 1–2 |
| R. C. Celta de Vigo        | 2–2 | 1–0 | 3–0 | 2–1 | 1–1 | —   | 2–0 | 1–1 | 4–0 | 5–0 | 2–2 | 2–1 | 0–0 | 4–2 | 3–0 | 2–1 | 1–1 | 2–1 | 1–2 | 1–2 |
| R. C. Deportivo La Coruña  | 1–1 | 3–0 | 1–0 | 1–0 | 1–2 | 2–1 | —   | 0–1 | 3–0 | 4–1 | 1–0 | 1–2 | 5–2 | 3–1 | 1–0 | 3–0 | 0–0 | 0–1 | 3–0 | 2–1 |
| Elche C. F.                | 1–0 | 2–0 | 1–0 | 1–0 | 1–2 | 2–1 | 3–0 | —   | 0–0 | 0–0 | 2–0 | 1–1 | 0–0 | 2–2 | 2–1 | 4–0 | 2–0 | 2–1 | 1–3 | 1–0 |
| Getafe Deportivo           | 2–1 | 1–0 | 3–2 | 2–1 | 2–1 | 2–0 | 3–4 | 1–1 | —   | 0–0 | 0–1 | 0–0 | 2–0 | 2–1 | 1–1 | 1–1 | 2–0 | 1–3 | 3–2 | 1–1 |
| Gimnástico de Tarragona    | 1–0 | 1–0 | 1–1 | 1–0 | 1–0 | 2–0 | 3–2 | 0–0 | 2–2 | —   | 3–2 | 0–1 | 2–3 | 0–1 | 2–2 | 2–2 | 0–0 | 0–0 | 2–1 | 0–2 |
| Granada C. F.              | 2–2 | 0–0 | 2–1 | 4–2 | 0–0 | 2–0 | 0–0 | 3–0 | 2–1 | 1–0 | —   | 5–1 | 0–1 | 0–0 | 0–0 | 1–0 | 1–1 | 0–1 | 3–2 | 3–0 |
| Levante U. D.              | 1–0 | 1–2 | 2–0 | 1–2 | 2–0 | 0–0 | 2–0 | 3–1 | 3–1 | 1–0 | 2–0 | —   | 1–2 | 2–1 | 3–0 | 2–1 | 1–1 | 2–0 | 2–3 | 1–0 |
| Real Murcia C. F.          | 2–1 | 1–0 | 1–1 | 3–0 | 1–0 | 3–1 | 3–1 | 4–1 | 2–0 | 2–0 | 3–0 | 4–1 | —   | 0–1 | 4–0 | 1–2 | 3–0 | 2–1 | 1–2 | 0–0 |
| C. A. Osasuna              | 2–0 | 2–1 | 4–2 | 3–1 | 1–0 | 1–0 | 4–2 | 2–1 | 2–2 | 2–0 | 5–0 | 3–0 | 2–2 | —   | 4–2 | 5–1 | 3–0 | 6–0 | 5–1 | 4–2 |
| Real Oviedo C. F.          | 0–1 | 2–0 | 3–0 | 1–1 | 1–0 | 2–1 | 1–1 | 1–0 | 1–0 | 3–1 | 0–2 | 1–0 | 2–1 | 2–1 | —   | 1–0 | 0–0 | 2–1 | 2–0 | 2–2 |
| Palencia C. F.             | 0–1 | 1–1 | 0–1 | 0–0 | 1–1 | 4–2 | 1–0 | 2–0 | 3–1 | 3–0 | 1–0 | 3–0 | 1–1 | 2–0 | 0–0 | —   | 2–2 | 2–2 | 2–0 | 1–1 |
| Racing de Santander        | 0–2 | 1–0 | 3–1 | 3–1 | 2–0 | 0–0 | 2–0 | 0–1 | 1–0 | 0–0 | 1–0 | 2–1 | 2–2 | 3–0 | 2–1 | 1–1 | —   | 0–1 | 1–1 | 1–1 |
| R. C. Recreativo de Huelva | 3–0 | 3–1 | 0–0 | 1–1 | 1–1 | 0–2 | 1–0 | 2–1 | 0–1 | 3–0 | 0–0 | 1–1 | 1–0 | 2–0 | 0–0 | 2–2 | 2–1 | —   | 0–0 | 0–1 |
| C. D. Sabadell C. F.       | 0–0 | 2–1 | 2–1 | 1–0 | 2–1 | 0–0 | 3–1 | 0–0 | 0–1 | 1–0 | 0–1 | 2–1 | 0–1 | 2–0 | 1–1 | 4–3 | 1–0 | 3–1 | —   | 2–1 |
| Real Valladolid            | 1–1 | 2–0 | 1–0 | 1–1 | 1–3 | 2–0 | 1–0 | 2–2 | 0–2 | 5–1 | 3–2 | 1–1 | 4–0 | 1–0 | 1–1 | 0–2 | 1–0 | 2–1 | 2–0 | —   |

## Resumen
Campeón de Segunda División:
| - Club Real Murcia |

Ascienden a Primera División:
| - Club Real Murcia | - Real Valladolid Deportivo | - Club Atlético Osasuna |

Descienden a Segunda División B: 
| - Real Club Celta de Vigo | - Real Club Deportivo de La Coruña | - Club Gimnástico de Tarragona | - Algeciras Club de Fútbol |